# 捷捷列夫卡河
捷捷列夫卡河（羅馬化：Teterivka）是烏克蘭北部河流，流經日托米爾州，屬於捷捷列夫河的支流，河道全長27公里，流域面積244平方公里。